# Perisiter
Die Perisiter (hebräisch פְּרִזִּי[ם] Prizzī[m], oder Pərisī[m]) waren ein biblischer Volksstamm, der in Kanaan gelebt haben soll.

## Biblische Erwähnungen
Der Stamm wird erstmals zu Lebzeiten von Abraham erwähnt Gen 13,7 . Er wird nicht in der Aufzählung der nachsintflutlichen Familien Kanaans erwähnt Gen 10,15–18 . Der Volksstamm soll zur Zeit der Eroberung Kanaans durch Israel unter der Leitung Josuas in der Berggegend von Kanaan Jos 11,13  gelebt haben. Der israelitische Stamm Juda besiegte die Perisiter im Zuge der Einwanderung in sein zugeteiltes Gebiet; die Schlacht soll nach Ri 1,4–5  in Besek (vermutlich westlich von Jerusalem) stattgefunden haben. Nachdem die Eroberung des Landes durch die Israeliten abgeschlossen war, sollen die Perisiter in der Berggegend gelebt haben, die dem israelitischen Stamm Ephraim zugeteilt war Jos 17,15 .
Zur Lebensweise, Sitten und Gebräuchen der Perisiter behauptet das Alte Testament, dass sie eine oder mehrere der folgenden Praktiken kannten: Opfern der erstgeborenen Kinder an Gottheiten und Sodomie.
Diese Praktiken werden zur Begründung des göttlichen Urteils der Ausrottung dieses Volksstammes angeführt, welches aber von den Israeliten unvollständig vollstreckt worden sei Lev 18,21–25  Dtn 3,5  Ri 3,5–6 . Gemäß Ex 23,24  wurde den Israeliten verboten, irgendetwas zu tun, was den Werken der Perisiter gleicht.
Im Buch der Könige werden zur Zeit des israelitischen Königs Salomo nicht assimilierte Perisiter erwähnt, welche zur Zwangsarbeit verpflichtet werden 1 Kön 9,20–21 . Die letzte biblische Erwähnung finden die Perisiter in Neh 9,8  nach der Rückkehr der Israeliten aus dem babylonischen Exil.
Siehe auch: Liste geographischer und ethnografischer Bezeichnungen in der Bibel